# Chrystian
Chrystian, nome artístico de José Pereira da Silva Neto (Goiânia, 3 de novembro de 1956 – São Paulo, 19 de junho de 2024), foi um cantor e compositor brasileiro de música sertaneja. Ao lado de seu irmão Ralf, integrou a dupla sertaneja Chrystian & Ralf.

## Biografia

### Primeiros passos
Na infância ele e o irmão já acompanhavam o pai Mário, o tio Plínio e a mãe Eunice nas serestas goianienses.
Com pouco mais de seis anos, Zezinho, como era conhecido, costumava se apresentar no Clube do Anhanguera Mirim, comandado por Magda Santos, em Goiânia, Goiás. Com o sucesso ganhou um programa só seu, Pinguinho de Gente. Logo Chrystian ganharia um prêmio, a gravação de um disco em São Paulo como o melhor cantor de seu estado, porém isso não saiu do papel.
O pai Mário, acreditando que em São Paulo poderia realizar o sonho de ver seus filhos se tornarem uma dupla sertaneja, mudou a família para a capital paulista. O início foi difícil, todos os dias Chrystian e o pai caminhavam da Vila Gustavo até a TV Bandeirantes, no bairro do Morumbi, atrás de uma chance. Depois de muito esforço conseguiram uma oportunidade, cantaram ao vivo no programa de Vicente Leporace, e graças ao desempenho da dupla mirim, saíram de lá contratados. As primeiras gravações, em inglês e português, foram lançadas sob os nomes de Os Pássaros e Charles & Ralf. Entretanto, o primeiro disco (em vinil) gravado por Zezinho foi um compacto simples, pela Continental, com as músicas "Garotinho Mau", e "Trenzinho Triste".

### Don't Say Goodbye
Já em 1973, graças à novela das oito Cavalo de Aço, em que Tarcísio Meira atuava em cenas românticas com Glória Menezes, a canção em inglês que servia de fundo para os diálogos, "Don't Say Goodbye", se tornou muito conhecida. A música ficou 19 semanas em 1º lugar nas paradas. Mas apesar do sucesso, Chrystian ainda passava dificuldades.
Obrigado a cantar em inglês por modismo das gravadoras, no início ele era quase um cantor "fantasma", já que na capa de seu disco de estreia em vez de sua própria foto foi usada a de um modelo. Também não podia aparecer na televisão para que não soubessem que se tratava de um cantor brasileiro.
Nessa época, suas principais músicas foram: "Don't Say Goodbye", "Tears", "More Than You Know", "Everywhere", "Lies", "Emotions In My Heart", e "Shadows".

### Surge a dupla
Logo no começo dos anos 1980, Chrystian e Ralf decidiram enfim gravar música sertaneja. Como já tinham um certo nome, exigiram isso das gravadoras. O primeiro disco, gravado em 1982 e lançado em 1983, chegou ao mercado apenas com regravações de antigas músicas sertanejas para mostrar que entendiam do assunto. Quebradas da noite, lançado pela RGE, fez sucesso no País inteiro e foi o 1º disco de ouro da dupla.
Em 1985, gravaram a música Amargurado, ao lado de Tião Carreiro, uma homenagem ao maior violeiro do país.
No ano seguinte, em 1986, na gravadora Chantecler lançaram o 4º disco. A música Chora Peito lhes deu o primeiro disco de platina.
Graças à novela Pacto de Sangue, foram os primeiros a lançar, em 1988, uma música country como tema de uma novela, com a música Saudade.
Em 1991, Chrystian & Ralf foram contratados pela gravadora BMG Ariola.
Para comemorar os dez anos de carreira em 1993, a dupla convidou a atriz Marília Pêra para dirigir o show Viajantes da Canção, onde cantaram músicas como "Nessun Dorma", de Turandot, e músicas de Elis Regina e Dalva de Oliveira.
Chrystian & Ralf voltaram a fazer parte das novelas da Globo em 1996 com a música Mia Gioconda, gravada ao lado de Agnaldo Rayol para a novela O Rei do Gado.

### CD Acústico
Em 1998 o CD Acústico reuniu alguns dos maiores sucessos da dupla, reinterpretados. O disco segue com fontes no rock, pop, soul, rhythm & blues, country e MPB. A gravação foi ao vivo no Teatro Mars, em São Paulo.
Além do CD, foi lançado um home video do show, relançado posteriormente em DVD.

### A separação e a volta
Em outubro de 1999 lançaram o CD Estação Paraíso. Dois meses após o lançamento, a dupla noticiou a separação, abalando fãs e o meio artístico.
Em 2000 Chrystian lançou o CD Beijo Final pela gravadora BMG, que circulou por dois anos. No mesmo ano, participou dos vocais da própria composição "Tarde Demais" no CD de Zezé Di Camargo & Luciano.
Somente em maio de 2001 a dupla voltaria a fazer parceria. Para selar definitivamente a volta lançaram um CD com o sugestivo título De Volta, o 15º da carreira, pela gravadora Abril Music.
Em 2007, nove anos após seu primeiro trabalho acústico, a dupla lançou Acústico 2. O álbum, que chegou ao mercado em SMD e SMDV, foi o primeiro lançamento da Power Records nesse formato.

### Últimos anos
No final de 2021 Chrystian anunciou que seguiria carreira solo por cinco anos. Sua primeira turnê foi Romance.

## Vida pessoal
Chrystian tinha dislexia, transtorno de aprendizagem caracterizado pela dificuldade de leitura.
Em 1981 casou-se com a cantora Gretchen. Após alguns meses a relação chegou ao fim por causa de traições do cantor, que se envolvia com chacretes, segundo ela; desse relacionamento não tiveram filhos.
Chrystian estava casado com Key Vieira (Cassilândia, janeiro de 1970). Em uma entrevista em 2006 disse ter conhecido a esposa na cidade de Cassilândia, Mato Grosso do Sul; com ela teve dois filhos.
Chrystian tinha mais cinco filhos de três relacionamentos; ele registrou todos os filhos.
Em 2024 divulgou ser portador da condição genética rins policísticos, sendo candidato a transplante renal. O transplante foi postergado quando um cateterismo coronário pré-operatório, realizado em fevereiro no Hospital do Rim (na cidade de São Paulo) com implante de dois stents, levou à indicação de usar medicação antiagregante plaquetária por seis meses.

## Morte
Chrystian morreu em 19 de junho de 2024, aos 67 anos. Foi internado às pressas no mesmo dia, no Hospital Samaritano Higienopólis em São Paulo. A causa da morte foi choque séptico (infecção generalizada) em decorrência de pneumonia agravada por comorbidades. A assessoria do cantor afirmou que ele precisou ser hospitalizado, após ser diagnosticado "com uma condição médica que exige repouso imediato e tratamento especializado".

## Discografia
- 1968 - (CS): Zézinho - Trenzinho Triste, Garotinho Mau - Continental
- 1972 - (CS): Roll and Magic Dream, Sweet Mary – One Way Records
- 1973 – (LP): Don't Say Goodbye – Blue Rock Records|One Way
- 1973 - (CS): No Broken Heart, So Don´t Try – Blue Rock Records
- 1973 – (CS): Good Old Fashioned Rock n´Roll, Things - Young|RGE
- 1973 – (CD): Don´t Say Goodbye, Try, For Better, Question Mark – Blue Rock Records
- 1974 – (CS): Tears, Love Me More and More – Young|RGE Records
- 1975 – (CS): More Than You Know, Swingin’ – Young|RGE Records
- 1975 – (CS): Shadows, My Life – Young|RGE
- 1976 – (LP): Made in Usa - Young
- 1977 – (CD): You´re So Tender, Secrets in Your Eyes, Love´s a Dream, Fly – Young|RGE
- 1978 – (CS): Bird Songs, She´s My World – Young|RGE Records
- 1979 – (CS): Liez, Sky Fly – Young|RGE Records
- 1980 – (CS):
- 1983 – (LP): 10 anos depois
- 2000 - (CD): Beijo Final